# Marathon van Rome 2000
De marathon van Rome 2000 (ook wel Rome Millennium Marathon) werd gelopen op zaterdag 1 januari 2000. Het was de zesde editie van deze marathon.
De Keniaan Josephat Kiprono kwam bij de mannen als eerste over de streep in 2:08.27. Zijn landgenote Tegla Loroupe won bij de vrouwen in 2:32.04.

## Uitslagen
Mannen
| rang   | naam                 | land | tijd    |
| ------ | -------------------- | ---- | ------- |
| Goud   | Josephat Kiprono     | KEN  | 2:08.27 |
| Zilver | Giacomo Leone        | ITA  | 2:08.41 |
| Brons  | Francesco Ingargiola | ITA  | 2:08.49 |
| 4      | Moges Taye           | ETH  | 2:09.49 |
| 5      | Wesley Chelule       | KEN  | 2:10.14 |
| 6      | Roberto Barbi        | ITA  | 2:10.16 |
| 7      | Luke Kibet           | KEN  | 2:11.16 |
| 8      | Dmitriy Kapitonov    | RUS  | 2:12.14 |
| 9      | Artur Osman          | POL  | 2:12.31 |
| 10     | Philip Tanui         | KEN  | 2:13.21 |
| 11     | Vincent Cheruiyot    | KEN  | 2:13.46 |
| 12     | James Moiben         | KEN  | 2:13.49 |
| 13     | Dube Jillo           | ETH  | 2:13.54 |
| 14     | Bedaso Turbe         | ETH  | 2:15.35 |
| 15     | Isaac Kiprono        | KEN  | 2:16.00 |
| 16     | Anatoliy Zerouk      | UKR  | 2:16.21 |
| 17     | Haji Adilo           | ETH  | 2:16.24 |
| 18     | Joseph Cheromei      | KEN  | 2:16.25 |
| 19     | Rik Ceulemans        | BEL  | 2:16.50 |
| 20     | Kasirai Sita         | ZIM  | 2:16.57 |

Vrouwen
| rang   | naam                 | land | tijd    |
| ------ | -------------------- | ---- | ------- |
| Goud   | Tegla Loroupe        | KEN  | 2:32.04 |
| Zilver | Gadisse Edato        | ETH  | 2:32.11 |
| Brons  | Hellen Kimutai       | KEN  | 2:33.47 |
| 4      | Svetlana Netchaeva   | RUS  | 2:36.34 |
| 5      | Irina Safarova       | RUS  | 2:38.00 |
| 6      | Svetlana Ponomarenko | RUS  | 2:38.33 |
| 7      | Pilar Sisniega       | ESP  | 2:40.38 |
| 8      | Milkah Chepkieny     | KEN  | 2:40.49 |
| 9      | Irina Kazakova       | FRA  | 2:41.41 |
| 10     | Rimma Dubovik        | UKR  | 2:42.12 |
| 11     | Meseret Kotu         | ETH  | 2:42.12 |
| 12     | Patrizia Ritondo     | ITA  | 2:44.16 |
| 13     | Yan-Fang Wang        | CHN  | 2:45.04 |
| 14     | Vilija Birbalaite    | LTU  | 2:48.13 |
| 15     | Elena Tsukhlo        | BLR  | 2:51.03 |
| 16     | Paola Giacomozzi     | ITA  | 2:51.13 |
| 17     | Julia Del Rio        | CHI  | 2:51.28 |
| 19     | Maria-Luisa Boselli  | ITA  | 3:03.22 |
| 20     | Barbara Paczos       | POL  | 3:03.49 |

1982 ·
1983 ·
1984 ·
1985 ·
1986 ·
1987 ·
1988 ·
1989 ·
1990 ·
1991 ·
1995 ·
1996 ·
1997 ·
1998 ·
1999 ·
2000 ·
2001 ·
2002 ·
2003 ·
2004 ·
2005 ·
2006 ·
2007 ·
2008 ·
2009 ·
2010 ·
2011 ·
2012 ·
2013 ·
2014 ·
2015 ·
2016 ·
2017